# Arturo Aiello
Mons. Arturo Aiello (* 14. května 1955 Vico Equense) je italský římskokatolický duchovní a biskup Avellina.

## Život
Narodil se 14. května 1955 ve Vico Equense.
Vstoupil do kněžského semináře v Neapoli. Navštěvoval Papežskou teologickou fakultu Jižní Itálie, kde získal titul bakaláře. Dne 7. července 1979 byl arcibiskupem Antoniem Zamou vysvěcen na kněze a inkardinován do arcidiecéze Sorrento-Castellammare di Stabia.
Působil ve farnosti svatého archanděla Michaela v Piano di Sorrento. Byl biskupským vikářem pro liturgii, pracoval s diecézní mládeží a byl členem kněžské rady a kolegia poradců. Dne 13. května 2006 jej papež Benedikt XVI. jmenoval biskupem Teano-Calvi. Biskupské svěcení přijal 30. června z rukou kardinála Giovanniho Battisty Re a spolusvětiteli byli kardinál Michele Giordano a arcibiskup Felice Cece.
Dne 6. května 2017 byl papežem Františkem ustanoven biskupem Avellina.